# Palazzo Benini Formichi
Il palazzo Benini Formichi è un edificio storico del centro di Firenze, situato nel chiasso dei Baroncelli 1 angolo chiasso del Buco 14. 

## Storia e descrizione
Nonostante i molti rifacimenti intercorsi nel tempo il palazzo mantiene imponenza e carattere, anche per la particolare ubicazione che, soprattutto in corrispondenza dell'arco che immette nel chiasso del Buco, restituisce ancora vedute di una verosimile Firenze medievale. Tutto il terreno è parato con un vistoso bugnato in pietra e segnato da una successione di arcate, oltre le quali si aprono vasti ambienti voltati, oggi occupati da un ristorante. 
Due stemmi sono posti alle estremità della facciata e risultano fortemente abrasi: tuttavia quello collocato a destra è ancora intuibile come un tempo recante l'arme dei Benini (a quattro catene, uscenti dai quattro cantoni dello scudo e unite nel cuore da un anello). Rispetto ai tempi del repertorio di Bargellini e Guarnieri, dove lo si dice "in cattive condizioni di mantenimento", l'edificio si presenta oggi restaurato e ben curato. Si veda anche il breve sporto su mensole che prospetta il chiasso del Buco, dove è l'ingresso ai piani superiori del palazzo.

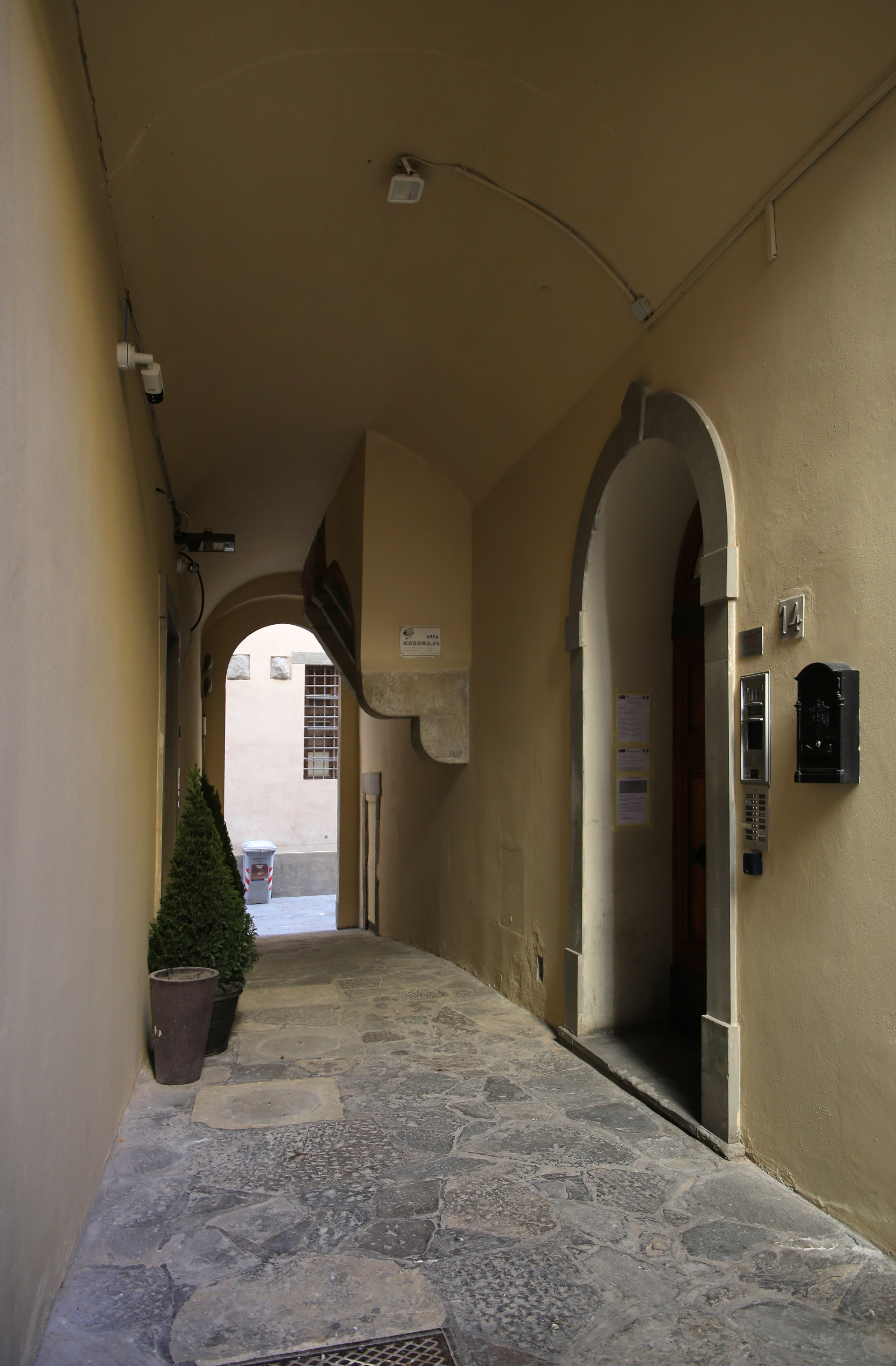
Ingresso sul chiasso del Buco
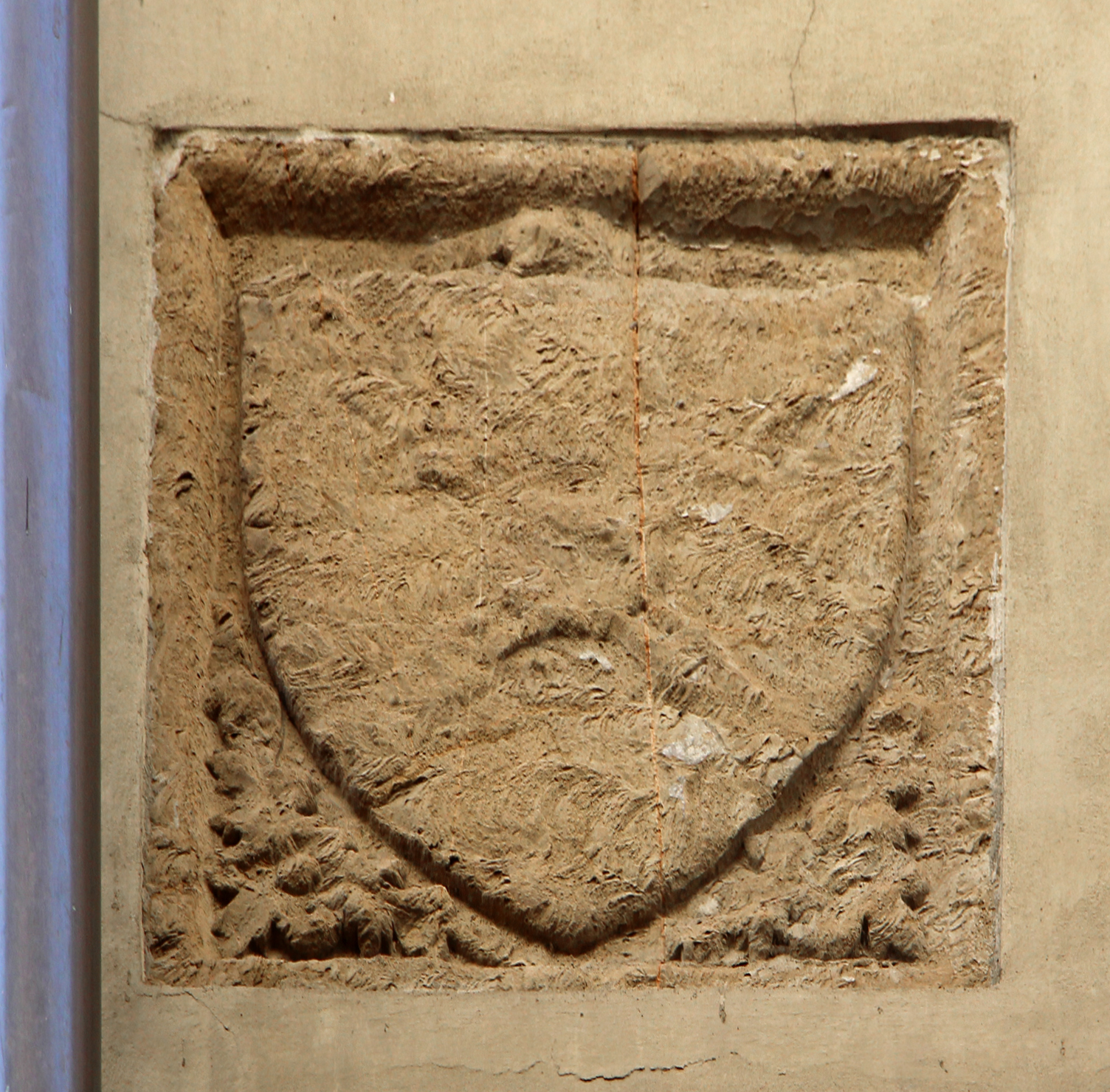
Stemma Benini
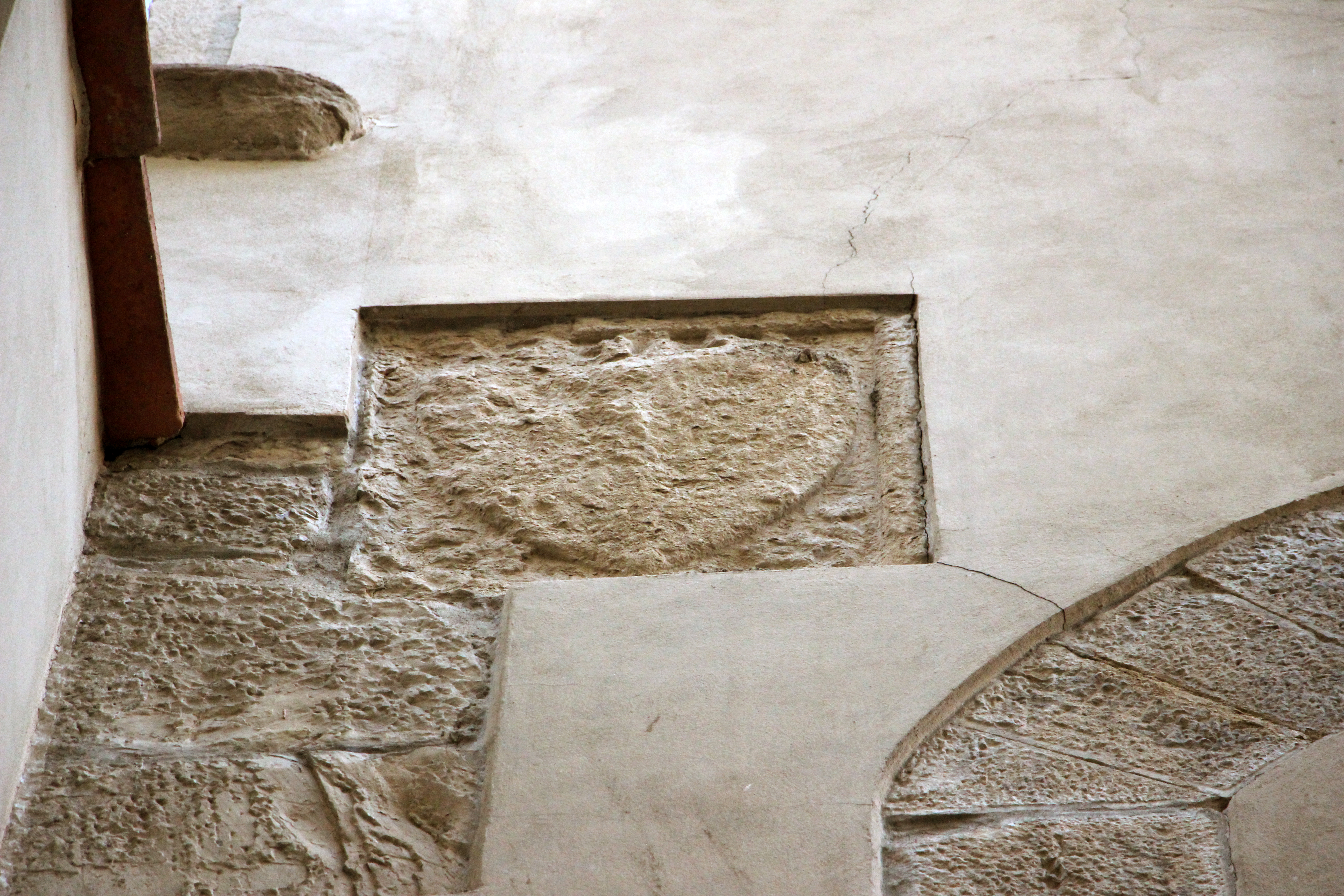
Stemma oggi illeggibile